# Winfried Baer
Winfried Baer (* 6. Oktober 1933 in Berlin; † 30. August 2011) war ein deutscher Kunsthistoriker.

## Leben
Winfried Baer studierte zwischen 1953 und 1960 in Innsbruck, Münster und Frankfurt am Main katholische Theologie. Im Anschluss studierte er bis 1968 Kunstgeschichte und klassische Archäologie, promovierte mit der Dissertation Die Kunsttopographie der Benediktinerabtei Niederaltaich in Innsbruck zum Dr. phil., bekam einen Professorentitel und wurde Direktor des Schlosses Charlottenburg sowie der letzte Direktor der Verwaltung der Staatlichen Schlösser und Gärten Berlin. Ferner war er Vorsitzender der 1995 errichteten Ehrhardt’schen Stiftung, die von ihrem Gründer Hans  J. Ehrhardt mit einem Stiftungsvermögen von einer Million Deutscher Mark ausgestattet worden war, um mit den Erträgen den Erwerb und die Restaurierung von Kunstobjekten zu ermöglichen.
In den 1980er Jahren wirkte er als Kirchenvorstand in der Pfarrei Mater Dolorosa in Berlin-Lankwitz. Er war Ehrenmitglied des Fördervereins der Errichtungsstiftung Bauakademie.

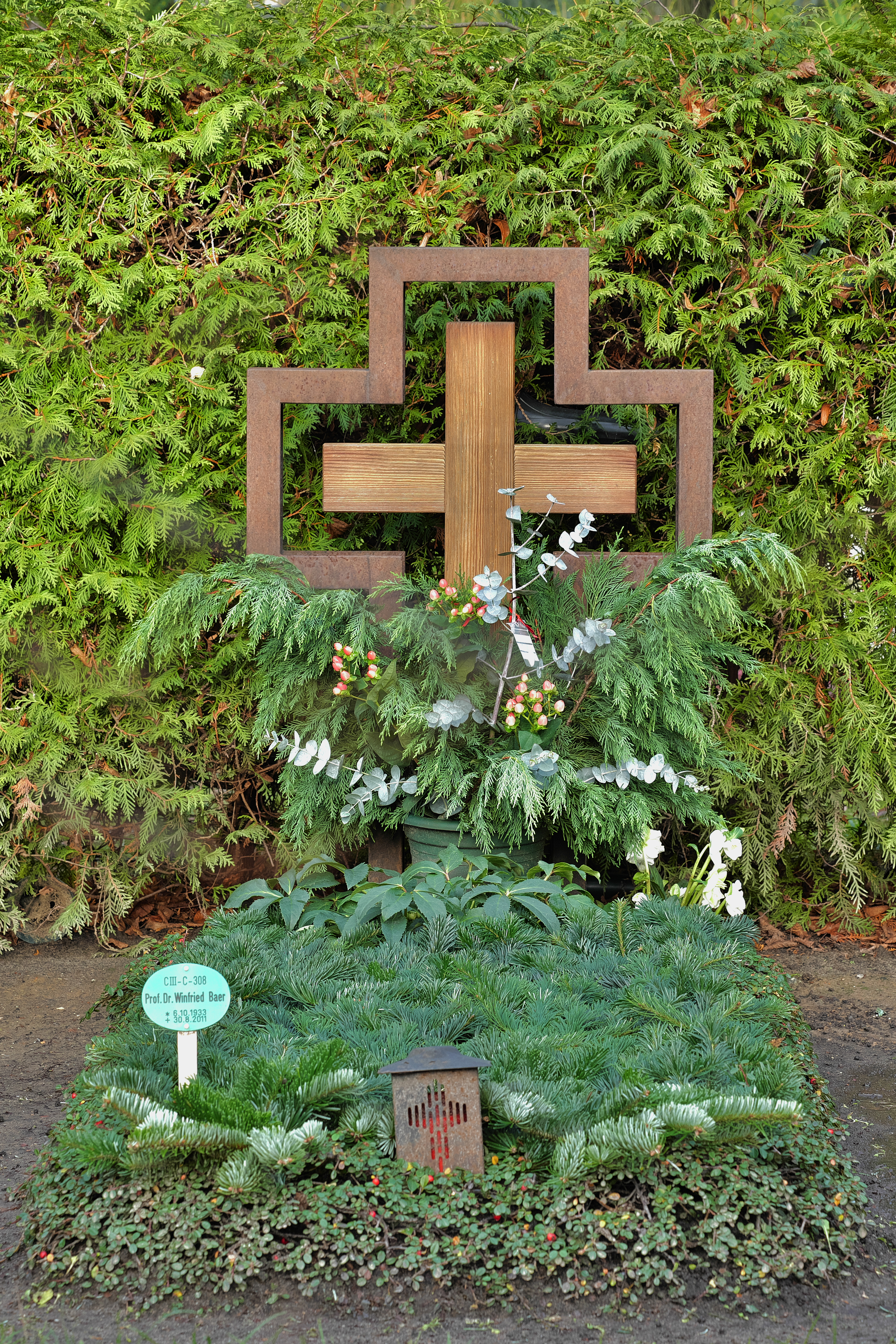
Grab von Winfried Baer auf dem Friedhof Lankwitz

Winfried Baer war mit der Kunsthistorikerin Ilse Baer verheiratet. Er wurde auf dem Friedhof Lankwitz im Gräberfeld C III (Grablage C – 308) nahe der Kiesstraße bestattet.

## Schriften (Auswahl)
- Karl Friedrich Schinkels Tafelaufsatz-Entwürfe im Rahmen ihrer europäischen Konkurrenz und sein Zusammenwirken mit der Bronzefabrik Werner und Mieth bzw. Werner & Neffen in Berlin, Jahrbuch der Berliner Museen; 2005, Band 47, Seiten 159–194, ISSN 0075-2207
- zusammen mit Ilse Baer: Schloß Charlottenburg, Mercatorfonds Paribas, Antwerpen, 1995, ISBN	2-907333-88-7.
- Prunktabatièren Friedrichs des Grossen, Stiftung Schlösser und Gärten Potsdam-Sanssouci, Hirmer, München, 1993, ISBN 978-3-7774-6170-0
- zusammen mit Ilse Baer: Blumen für den König : 225 Jahre Breslauer Stadtschloss-Service, Staatliche Schlösser und Gärten (Berlin), 1992
- zusammen mit Rotraud Bauer: Wohnen im Schloss : Tapisserien, Möbel, Porzellan und Kleider aus drei Jahrhunderten, Amt der Burgenländischen Landesregierung, Abt. XII/1-LM ; Direktion der Burgenländischen Landesmuseen, Eisenstadt, 1991, ISBN 978-3-900325-19-0
- Berliner Porzellan aus dem Belvedere, Schloss Charlottenburg, Verwaltung der Staatlichen Schlösser und Gärten Berlin, 1989
- Schloss Glienicke : Bewohner, Künstler, Parklandschaft, Verwaltung der Staatlichen Schlösser und Gärten Berlin, Schloss Glienicke, 1987
- zusammen mit Ilse Baer und Suzanne Grosskopf-Knaack (Herausgeber): Von Gotzkowsky zur KPM. Aus der Frühzeit des friderizianischen Porzellans, Ausstellungskatalog, Berlin, 1986
- zusammen mit Ilse Baer: … Auf Allerhöchsten Befehl …: Königsgeschenke aus der Königlichen Porzellan-Manufaktur Berlin, KPM, Staatliche Schlösser und Gärten Berlin in Zusammenarbeit mit der Staatlichen Porzellan-Manufaktur Berlin (KPM), Arenhövel, Berlin, 1983, ISBN 978-3-922912-06-4
- Schloss Charlottenburg Berlin, Westermann, Braunschweig, 1977 / 1981 sowie mit Ilse Baer, Mercarotfonds Paribas, 1995, ISBN 978-2-907333-89-4 (auch in französischer Sprache Le château de Charlottenbourg, Berlin)
- Ein Bozzetto Des Paolo de Matteis Für Die Kuppel Der Jesuitenkirche Gesu Nuovo in Neapel, Jahrbuch Der Berliner Museen, Band 14, 1972, Seiten 195–210
- Die Kunsttopographie der Benediktinerabtei Niederaltaich, Universität Innsbruck, Dissertation, 1968